# O du som för vår frälsnings skull
O du som för vår frälsnings skull är en bönepsalm från 1816 av Johan Olof Wallin efter ett tyskt original från 1771 av Christoph Christian Sturm. Bönen vänder orden i Matteusevangeliet 27:25 "Hans blod må komma över oss och våra barn" till något positivt: "Ditt blod, o Jesus, över mig, Välsignande må gjuta sig." I 1819 och 1937 års psalmböcker fanns en första vers ("Jerusalem, i överdåd") där den negativa betydelsen av orden framhävs, vilken strukits på grund av att den kan tolkas som ett uttryck för antisemitism. Psalmen sjungs till samma koral som Av hjärtat håller jag dig kär.

## Publicerad i
- 1819 års psalmbok som vers 2 i nr 88 "Jerusalem, i överdåd" under rubriken "Jesu lidande, död och begravning".
- 1935 Sionstoner som nr 268 med titeln "O du som för vår frälsnings skull"
- 1937 års psalmbok som vers 2 i nr 88 "Jerusalem, i överdåd" under rubriken "Passionstiden".
- 1986 års psalmbok som nr 453 med titeln "O du som för vår frälsnings skull" under rubriken "Fastan".